# Underhill Flats
Underhill Flats es un lugar designado por el censo ubicado en el condado de Chittenden en el estado estadounidense de Vermont. En el Censo de 2020 tenía una población de 643 habitantes y una densidad poblacional de 331,44 habitantes por km². Fue incluido como CDP en el censo de 2020.

## Geografía
Underhill Flats se encuentra ubicado en las coordenadas 44°31′33″N 72°56′42″O / 44.52583, -72.94500. Según la Oficina del Censo de los Estados Unidos,  tiene una superficie total de 1,94 km², todos correspondientes a tierra firme.